# Muhammad Shah

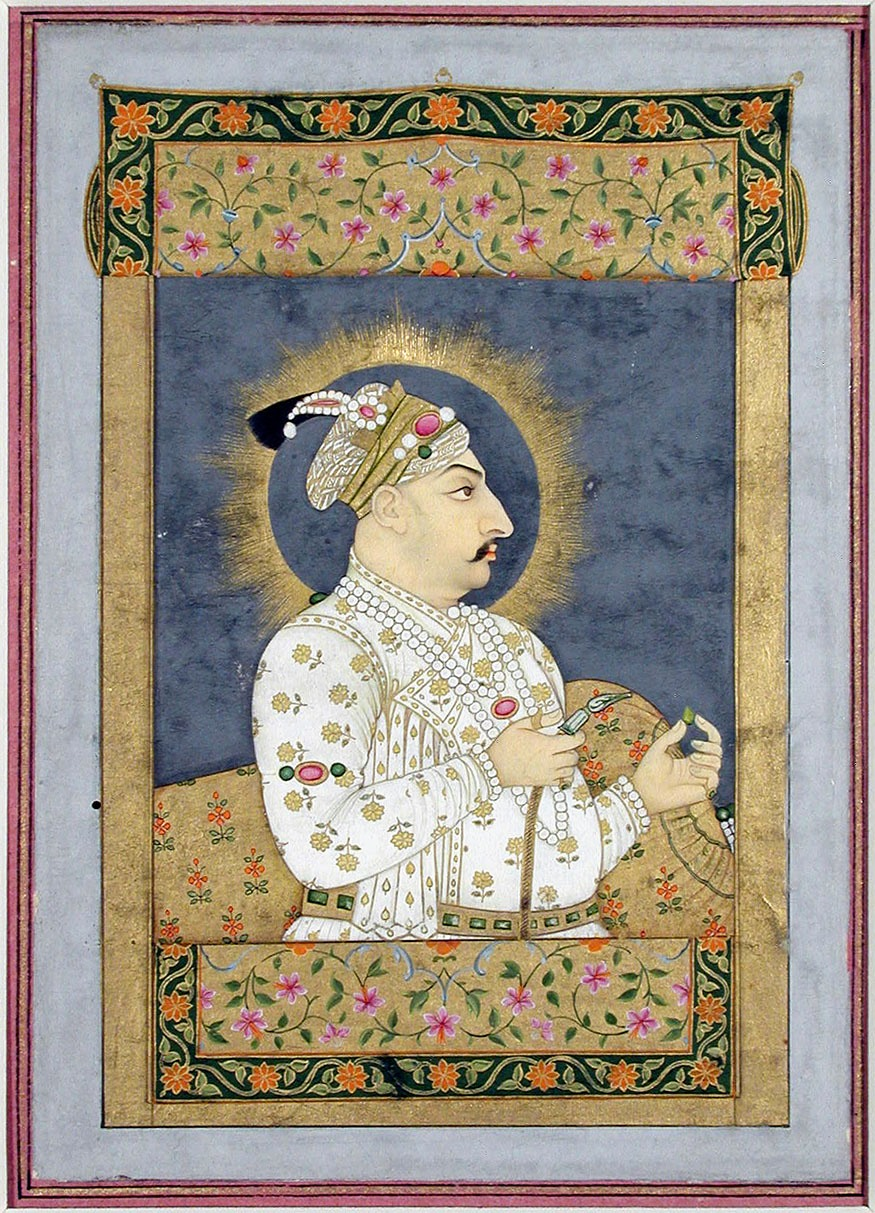
Muhammad Shah (reg. 1719–1748)

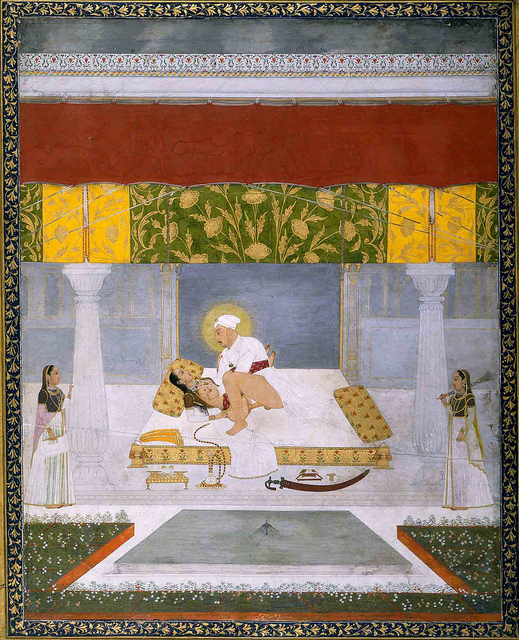
Muhammad Shah und eine seiner Geliebten

Nāṣir al-Dīn Muḥammad Shah, geboren als Roshan Akhtar, genannt Muhammad Shah oder Muhammad Shah Rangila („der Fröhliche“, geboren am 7. August 1702 in Ghazni; gestorben am 16. April 1748 in Delhi) war in den Jahren von 1720 bis 1748 der 12. Großmogul von Indien. Unter seiner Herrschaft umfasste das tatsächliche Herrschaftsgebiet der Moguln nach militärischen Niederlagen bald nur mehr die Region um Delhi und Agra.

## Leben und Wirken
Sein Vorgänger Farrukh Siyar wurde im Jahr 1719 durch eine Palastintrige der Sayyiden ermordet, zweier Brüder, die als Kommandanten am Mogulhof dienten und zu einem wesentlichen Machtfaktor aufgestiegen waren. Muhammad Shah setzte sich in einem blutigen Machtkampf gegen Shah Jahan II. und weitere Thronanwärter durch und ließ die Sayyiden hinrichten. Er überließ die Macht aber ansonsten den anderen Interessengruppen, die sich seit Bahadur Shah I. am kaiserlichen Hofe gebildet hatten. Unter der Regierung Muhammad Shahs, der als faul und wollüstig galt, wurden große Teile der Steuern bei Hofe verschwendet und die Verwaltung auf das Ernennen der Statthalter beschränkt, die dann selbst sehen mussten ob und wie sie sich in ihrer Provinz durchsetzen konnten. Die Ablösung eines Statthalters durch einen neuen und die Eintreibung der Steuern war oft gleichbedeutend mit Krieg, so dass schließlich kaum mehr Steuern nach Delhi gesandt wurden. Im Jahr 1721 ernannte Muhammad Shah den faktisch unabhängigen Statthalter des Dekkan Asaf Jah I. zum Wesir des Mogulreiches. Zwei Jahre später bestimmte er Urdu zur Hofsprache Indiens. Im Jahr 1724 trat Muhammad Shahs Wesir Asaf Jah I. zurück. Er löste die Dekkan-Provinz de facto aus dem Reichsverbund und regierte sie als Nizam von Hyderabad. Damit verlor das Reich ein Drittel seiner Staatseinkünfte sowie beinahe drei Viertel seines Kriegsmaterials.
Die Schwäche des Mogulreiches machte sich der afscharidische Herrscher von Persien, Nader Schah, zu Nutzen. Im Jahr 1739 schlug er das Mogulheer in der Schlacht von Karnal nördlich von Delhi, nicht weit von den historischen Schlachtfeldern von Panipat entfernt, und zog nach einem Übereinkommen friedlich in Delhi ein. Als ein Aufstand gegen ihn losbrach, ließ er ein Massaker anrichten und die gesamte Stadt, einschließlich der mogulischen Staatskasse, plündern; anschließend kehrte er nach Persien zurück. Damit hatte er dem Mogulreich als ganz Indien umspannendes Reich praktisch den Todesstoß versetzt. Der Prozess der „Regionalisierung der Macht“, der bereits vorher eingesetzt hatte, setzte sich nun rapide fort und beschränkte das tatsächliche Herrschaftsgebiet des Großmoguls bald nur mehr auf wenige Gebiete um Delhi und Agra. Bengalen und Avadh erlangten faktische Selbständigkeit, auch wenn sie formal die Oberhoheit des Mogulkaisers anerkannten und symbolische Tribute entrichteten. Die persische Grenze wurde an den Indus verlegt. Zugleich expandierten die Marathen nach Malwa und Gujarat. Bei der Schlacht bei Manupur (1748) konnten sich die Mogultruppen noch gegen den andrängenden afghanischen Herrscher Ahmad Schah Durrani durchsetzen. Wenige Tage darauf starb jedoch Muhammad Shah in Delhi.
Seine schwachen Nachfolger hatten den Afghanen, vor allem aber den immer stärker werdenden Marathen nichts mehr entgegenzusetzen.